# Revue thomiste
Die Revue thomiste ist eine katholisch-theologische Zeitschrift, die seit 1893 erscheint. Sie wird herausgegeben vom Dominikanerkonvent von Toulouse. Ihr Anliegen ist ein erneuerter Thomismus, also der Theologie des heiligen Thomas von Aquin.
Die Entstehung der Zeitschrift folgt der Forderung der Enzyklika Aeterni Patris, die 1879 von Leo XIII. veröffentlicht wurde und unter anderem eine Neubesinnung auf die Theologie des heiligen Thomas forderte.
Heute unternimmt die Zeitschrift eine Verknüpfung aktueller theologischer Fragen mit der Theologie des Thomas.
1993 feierte die Zeitschrift unter der Leitung von Serge-Thomas Bonino o.p. ihr hundertjähriges Bestehen.
Seit 2012 ist P. Philippe-Marie Margelidon o.p. Schriftleiter der Zeitschrift. Die Zeitschrift erscheint viermal im Jahr.